# Айзсарги

Парад айзсаргів

Айзсарги́ (латис. Aizsargi — «захисники») — воєнізоване ополчення в Латвії в 1919 — 1940 роках, утворене за зразком фінської парамілітарної організації «Suojeluskunta». Почесний лідер - генерал Яніс Балодіс, герой Визвольної війни 1918-1920. Організація була серед тих, хто військово підтримував державний переворот 1934 року Карліса Улманіса.

## Історія
Організацію було створено 20 березня 1919 згідно з Указом Тимчасового уряду Латвії і міністра внутрішніх справ Мікеліса Валтерса як організація самооборони в сільській місцевості — виконувала функції допоміжних сил поліції (сприяння поліції при проведенні обшуків і арештів, патрулюванні доріг, боротьбі з бандитизмом, мародерами після громадянської війни) і армії (у воєнний час) — тобто виконувала роль Національної гвардії. Айзсарги, які жили в прикордонній смузі, несли допоміжну прикордонну службу. До організації могли вступити громадяни чоловічої статі від 20 (після служби в армії) до 60 років будь-якої національності.
1921,  у зв'язку з закінченням військових дій, розпорядженням Міністерства внутрішніх справ проведена реорганізація — перетворене на громадську організацію (вже не на обов'язкових, а на добровільних засадах), вищим органом стало виборне Правління (латис. Aizsargu Valde). 
Правління обирали на конгресі (латис. Latvijas aizsargu congress). Статут від 26 серпня 1923 визначив, що організація підпорядковується міністерству внутрішніх справ, а в разі війни як ополчення — військовому міністерству. Окремого закону з юридичного статусу організації не було до 1936. Дії айзсаргів визначили інструкції міністерства внутрішніх справ. Юридичний статус організації визначав:
- Закон про організацію Айзсарги (1936)
- Статут міністерства громадських справ, 3-й пункт частини про статус організації Айзсаргів (1937)
- Інструкція міністра юстиції міністру громадських справ про статус організації Айзсаргів (1937)
- Правила про структуру організації Айзсаргів, про обов'язки, права та навчанні айзсаргів (1938)

Організація Айзсаргів була розпущена 23 червня 1940 року.